# Niedergasse 7 (Stolberg)

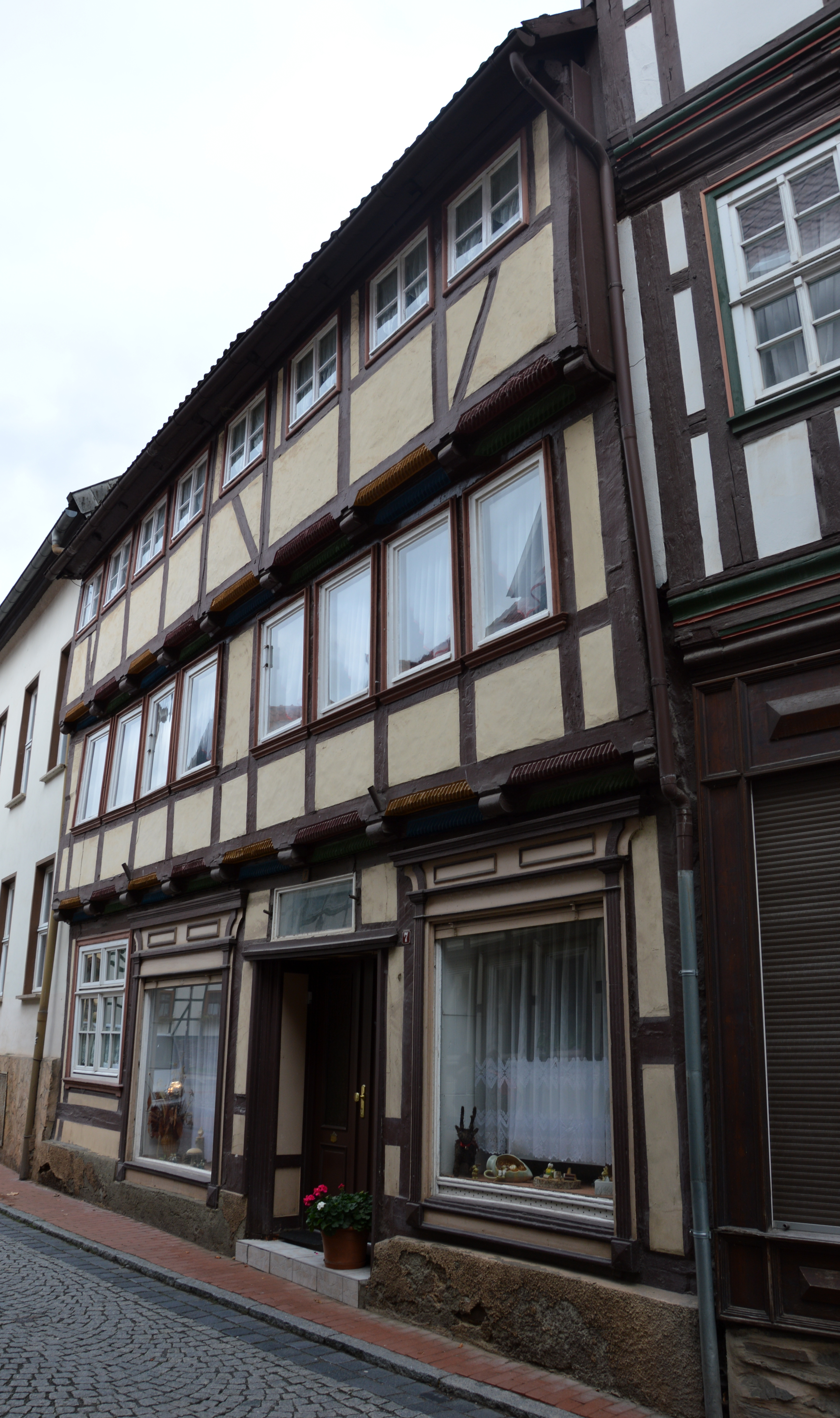
Haus Niedergasse 7

Das Haus Niedergasse 7 ist ein denkmalgeschütztes Wohnhaus in Stolberg (Harz) in der Gemeinde Südharz in Sachsen-Anhalt.

## Lage
Es befindet sich im nördlichen Teil an einem Engpass der Niedergasse auf ihrer östlichen Seite in der Altstadt von Stolberg. Unmittelbar südlich grenzt das gleichfalls denkmalgeschützte Haus Niedergasse 9 an.

## Architektur und Geschichte
Das große dreigeschossige Fachwerkhaus entstand im 17. Jahrhundert. Die oberen Geschosse kragen jeweils etwas vor, wobei die Stockschwellen besonders verziert sind. Die Fachwerkfassade ist schlicht gestaltet. Im 19. Jahrhundert wurde im Erdgeschoss ein Ladengeschäft samt Schaufenstern eingefügt. Dabei wurde auf die architektonische Gestaltung des Hauses Rücksicht genommen und für die neue Situation fortgeschrieben. Der Bereich der Schwellen wurde Anfang des 20. Jahrhunderts vorsichtig erneuert.
Im örtlichen Denkmalverzeichnis ist das Wohnhaus seit dem 30. August 2000 unter der Erfassungsnummer 094 30280 als Baudenkmal verzeichnet. Der Wohnhaus gilt als kulturell-künstlerisch sowie städtebaulich bedeutsam.